# Irineu Soares Rodrigues
Irineu Soares Rodrigues (28 de junho de 1956) é um ilustrador de banda desenhada brasileiro. Trabalhou na Editora Abril com os personagens Disney desde a década de 1970, principalmente com a Família Pato, Madame Min e Zé Carioca.
Possui cerca de 790 histórias, todas criadas e publicadas no Brasil.
É irmão dos desenhistas Moacir Rodrigues Soares e Verci de Mello. Em 1993, passou a atuar na MW Editora e Ilustrações Ltda., fundada por Moacir.